# Сен-Нексан
Сен-Некса́н (фр. Saint-Nexans) — коммуна во Франции, находится в регионе Аквитания. Департамент — Дордонь. Входит в состав кантона Бержерак-2. Округ коммуны — Бержерак.
Код INSEE коммуны — 24472.

## География

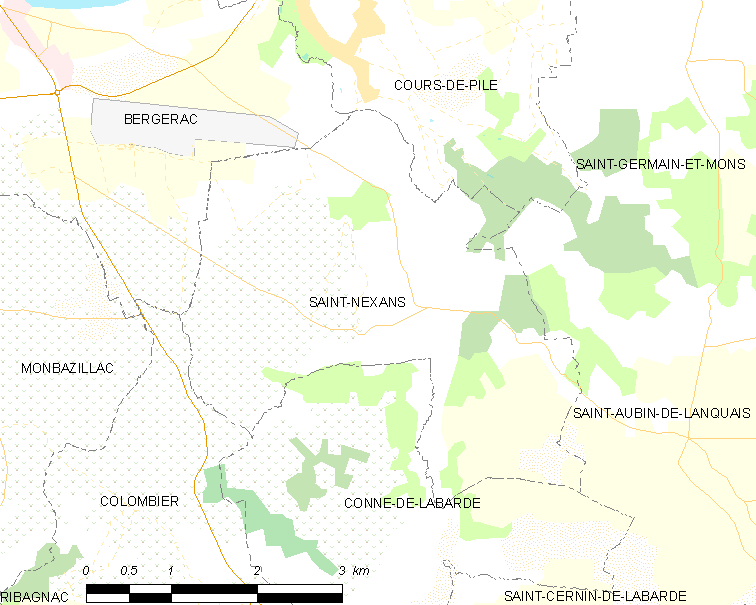
Карта коммуны

Коммуна расположена приблизительно в 480 км к югу от Парижа, в 90 км восточнее Бордо, в 45 км к югу от Перигё.

### Климат
Климат умеренный океанический со средним уровнем осадков, которые выпадают преимущественно зимой. Лето здесь долгое и тёплое, однако также довольно влажное, здесь не бывает регулярных периодов летней засухи. Средняя температура января — 5 °C, июля — 18 °C. Изредка вследствие стечения неблагоприятных погодных условий может наблюдаться непродолжительная засуха или случаются поздние заморозки. Климат меняется очень часто, как в течение сезона, так и год от года.

## Население
Население коммуны на 2010 год составляло 875 человек.
| 1962 | 1968 | 1975 | 1982 | 1990 | 1999 | 2010 |
| ---- | ---- | ---- | ---- | ---- | ---- | ---- |
| 454  | 475  | 538  | 664  | 772  | 804  | 875  |

## Администрация
| Период | Период | Фамилия          | Партия       | Примечания |
| ------ | ------ | ---------------- | ------------ | ---------- |
| 1995   | 2008   | Мари-Жанна Дани  |              |            |
| 2008   | 2020   | Жан-Франсуа Жант | беспартийный | фермер     |

## Экономика
В 2010 году среди 583 человек трудоспособного возраста (15-64 лет) 424 были экономически активными, 159 — неактивными (показатель активности — 72,7 %, в 1999 году было 71,3 %). Из 424 активных жителей работали 382 человека (199 мужчин и 183 женщины), безработных было 42 (15 мужчин и 27 женщин). Среди 159 неактивных 39 человек были учениками или студентами, 74 — пенсионерами, 46 были неактивными по другим причинам.

## Достопримечательности
- Церковь Св. Иоанна Крестителя[фр.] (XII век). Исторический памятник с 1963 года[5]

## Фотогалерея

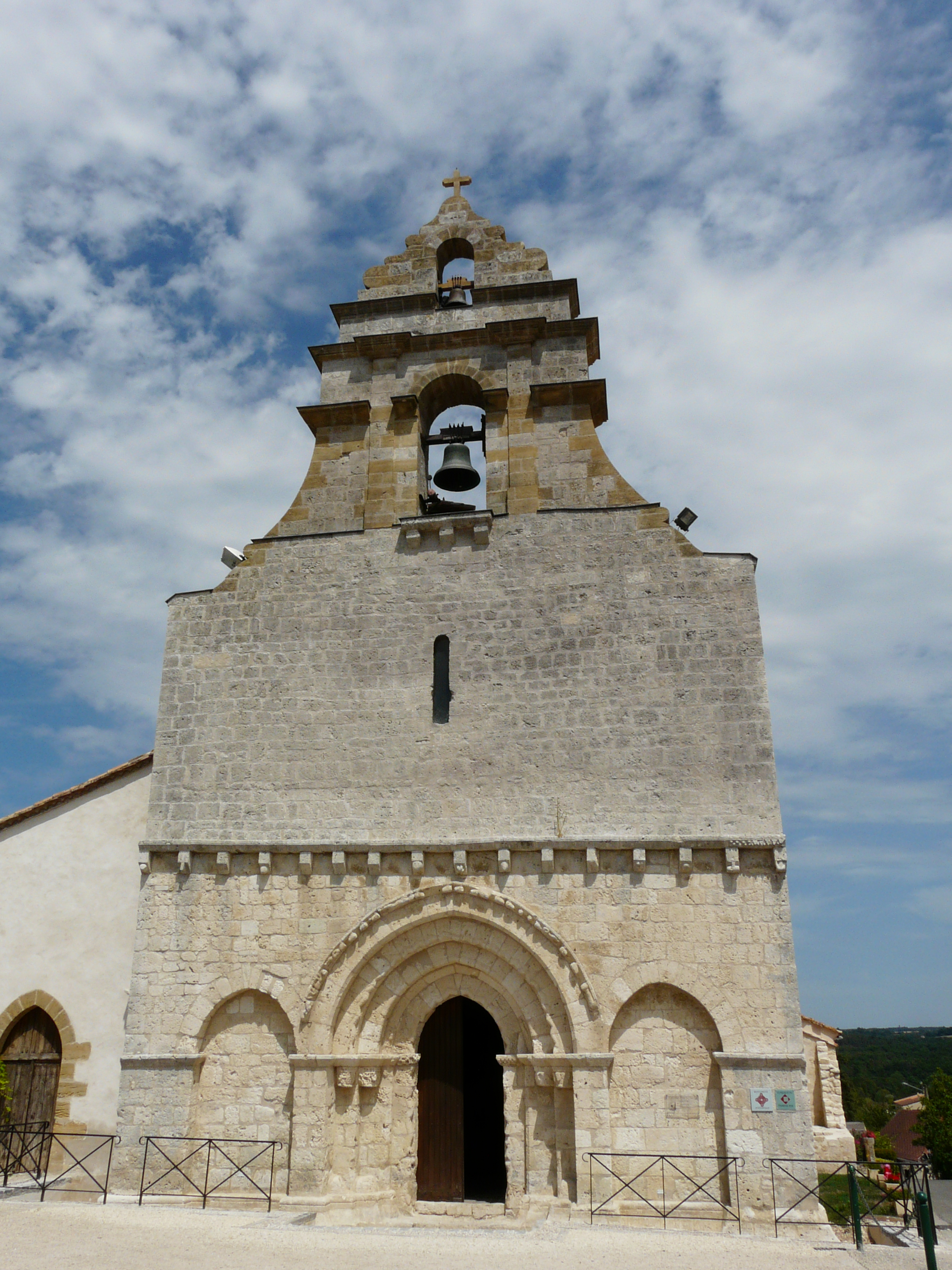
Церковь Св. Иоанна Крестителя
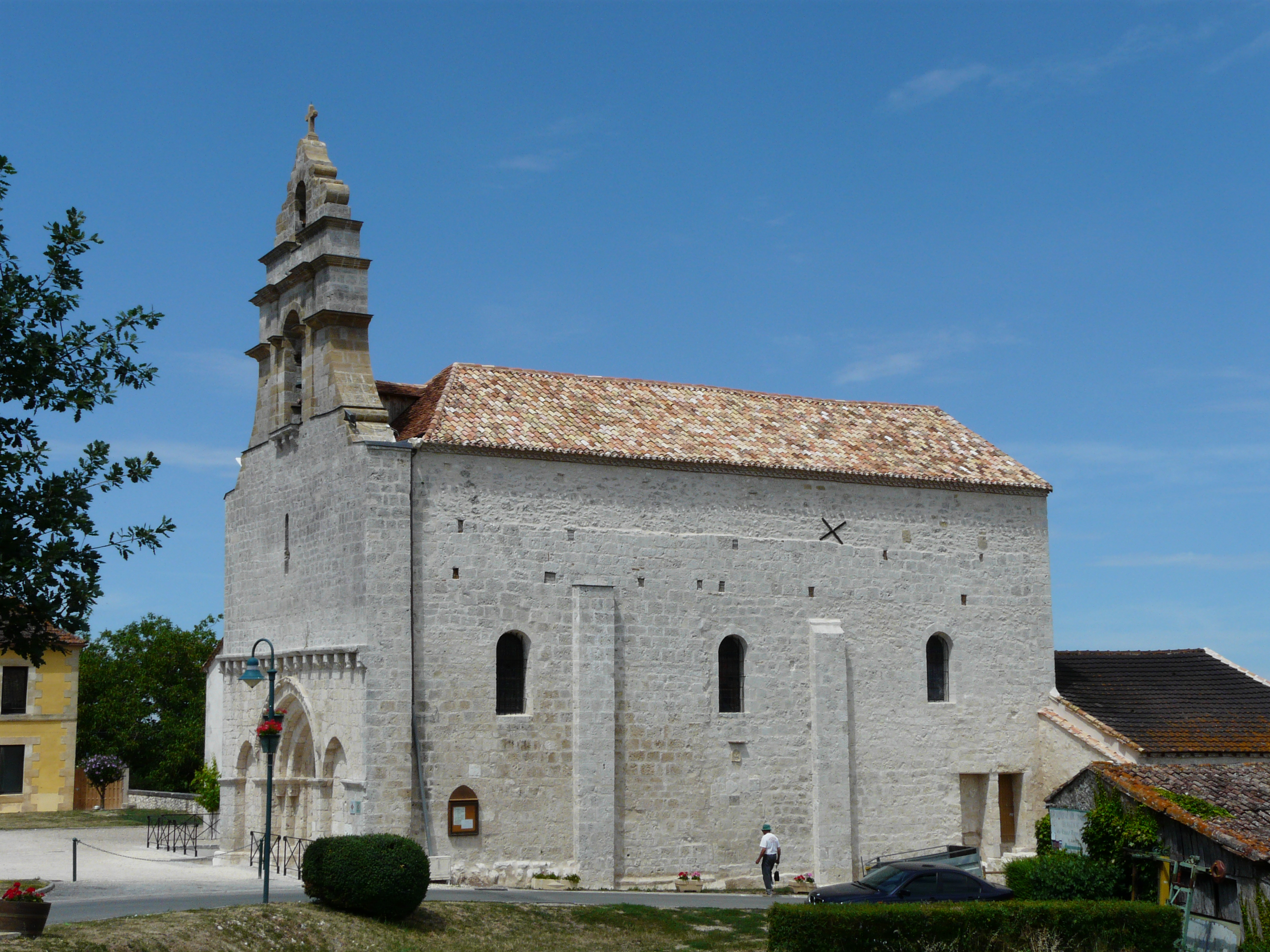
Церковь Св. Иоанна Крестителя
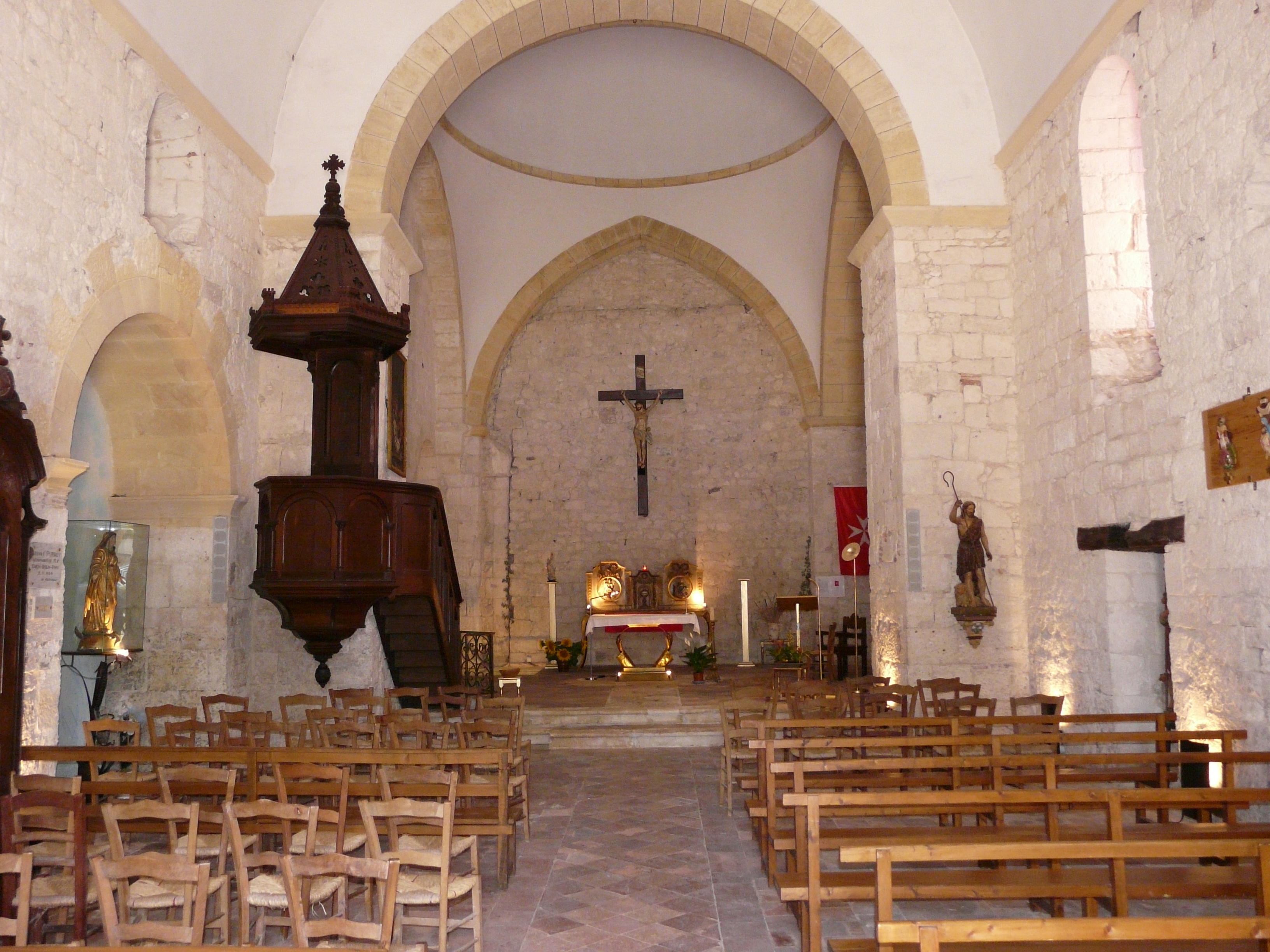
Интерьер церкви
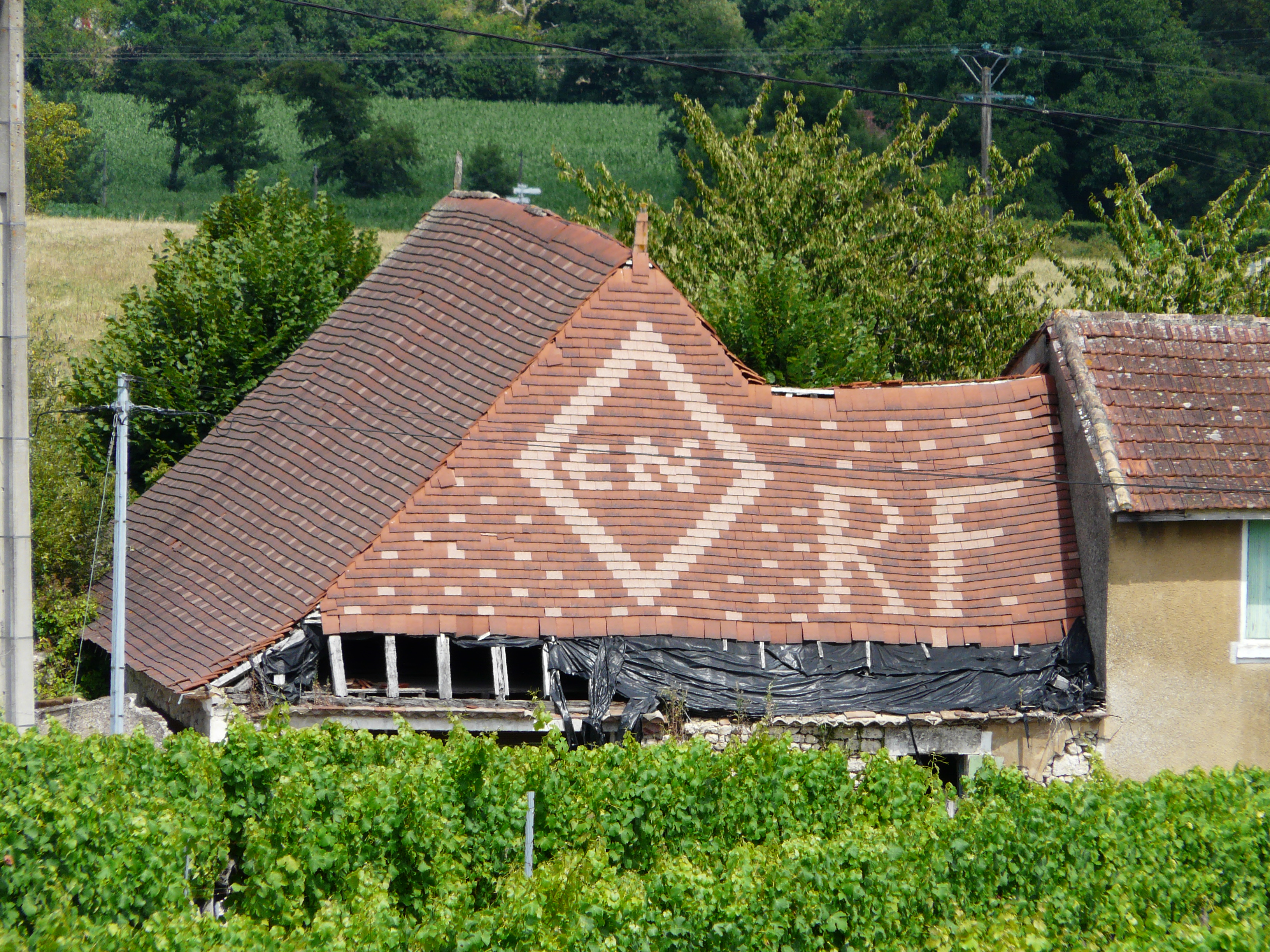